# Hamzsabégi út

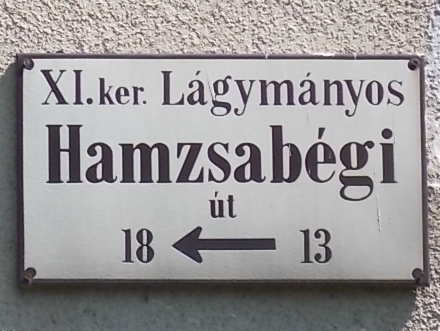
Utcanévtábla a Lágymányosi lakótelep egyik házának falán

A Hamzsabégi út egy 2,3 km hosszúságú csendes mellékutca, illetve sétány Budapest XI. kerületeben, a (belső) Budafoki út és az Ajnácskő utca között, a Körvasút dél-budai szakaszának északi oldalán. (A helyiek röviden "Hamzsa" néven is emlegetik.)

## Története

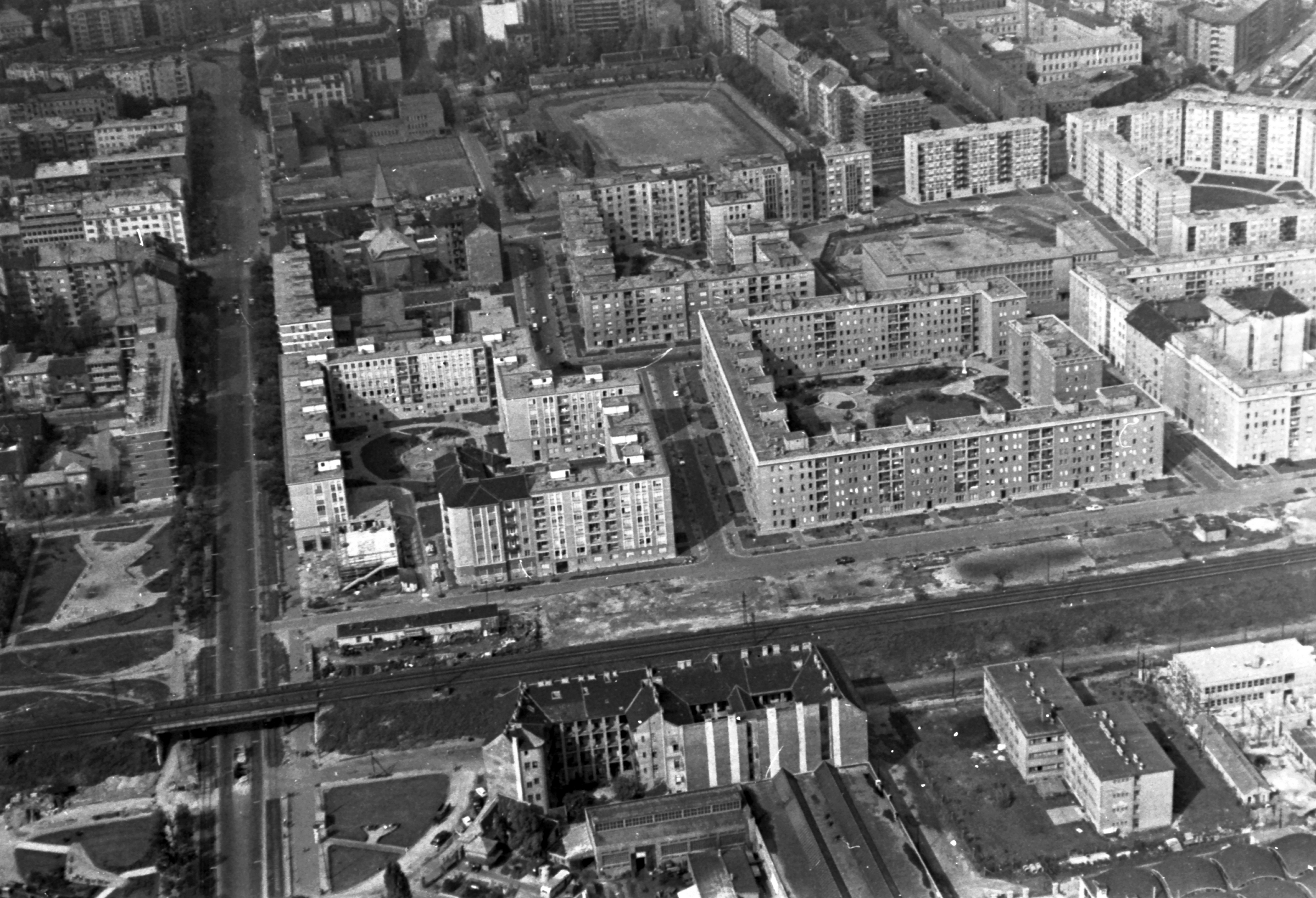
1963-as légifelvétel a frissen elkészült Lágymányosi lakótelep első üteméről

Létrejöttét és különlegességét annak köszönheti, hogy az 1930-as években megszületett koncepciók szerint a (bal parti) körvasút Kelenföld vasútállomás - Ferencváros vasútállomás közötti szakaszával párhuzamosan, annak északi oldalán, a később az Összekötő vasúti híd mellé megépíteni tervezett közúti Duna-híd (az 1995-re megépített Lágymányosi, ma Rákóczi híd) folytatásában, a Hamzsabégi út nyomvonalán képzelték el a Hungária körgyűrű forgalmának tovább vezetését a Budaörsi út felé. Ehhez az akkori szakemberek széles szabad felületet hagytak a vasúti töltés és az időközben felépült városi házak között. A fejlesztést azonban megakadályozta a második világháború kitörése, az újjáépítés pedig akkora energiákat kötött le, hogy a korábbi elképzelés megvalósítása előbb szóba sem kerülhetett, később pedig folyamatosan halasztódott.
A déli oldalán a töltésen vezetett kétvágányú körvasút az Összekötő vasúti híddal 1877-ben épült ki. A forgalmas vasutat a harmincas évek elején villamosították. Északi oldalán a Budafoki út és a Fehérvári út között a Lágymányosi lakótelep 1954-1965 között, a Fehérvári út és a Fadrusz utca között a Kanizsai utcai rendőrségi lakótelep 1928-1929 között épült. A Tornavár és az Ajnácskő utca között 1949-ben nyílt meg a Kelenföldi autóbuszgarázs.
A Lágymányosi híd építésekor végül a Lágymányosi lakótelepen élők hatékony lakossági tiltakozásának eredményeként az Összekötő vasúti híd északi oldalán megépült, a 2011 óta Rákóczi híd nevet viselő közúti átkelő forgalma 1995 óta a Szerémi út - Galvani utca - Andor utca - Egérút útvonalon éri el az M1 és M7-es autópálya budaörsi közös bevezető szakaszát, valamint a Szerémi út folytatásával a 6-os főutat. Az 1974-re (a lágymányosi szakaszán a híd átadását követően) parkosított sétány középső, Bartók Béla út és Fehérvári út közötti része azóta töretlen nêpszerűségnek örvend. A lehetőségekhez mérten a kerület gondozza, rendben tartja a sétányt. Közvilágítás, játszóterek, sportpályák és kutyafuttatók épültek az elmúlt évtizedekben.
Nevét az Érdet a török hódoltság idején birtokló és ott 1566-ban palánkvárakat építő Hamza bég török hadvezérről kapta.

## Jelen
A hatékony érdekvédelem a körvasút vonatkozó szakaszának közelgő háromvágányúra bővítésénél is szerepet játszik. A kivitelező Nemzeti Instrastruktúra Fejlesztő Zrt. a tervek elkészítésénél egyoldalúan, egyeztetés nélkül vette figyelembe a lakossági igényeket.

## Galéria

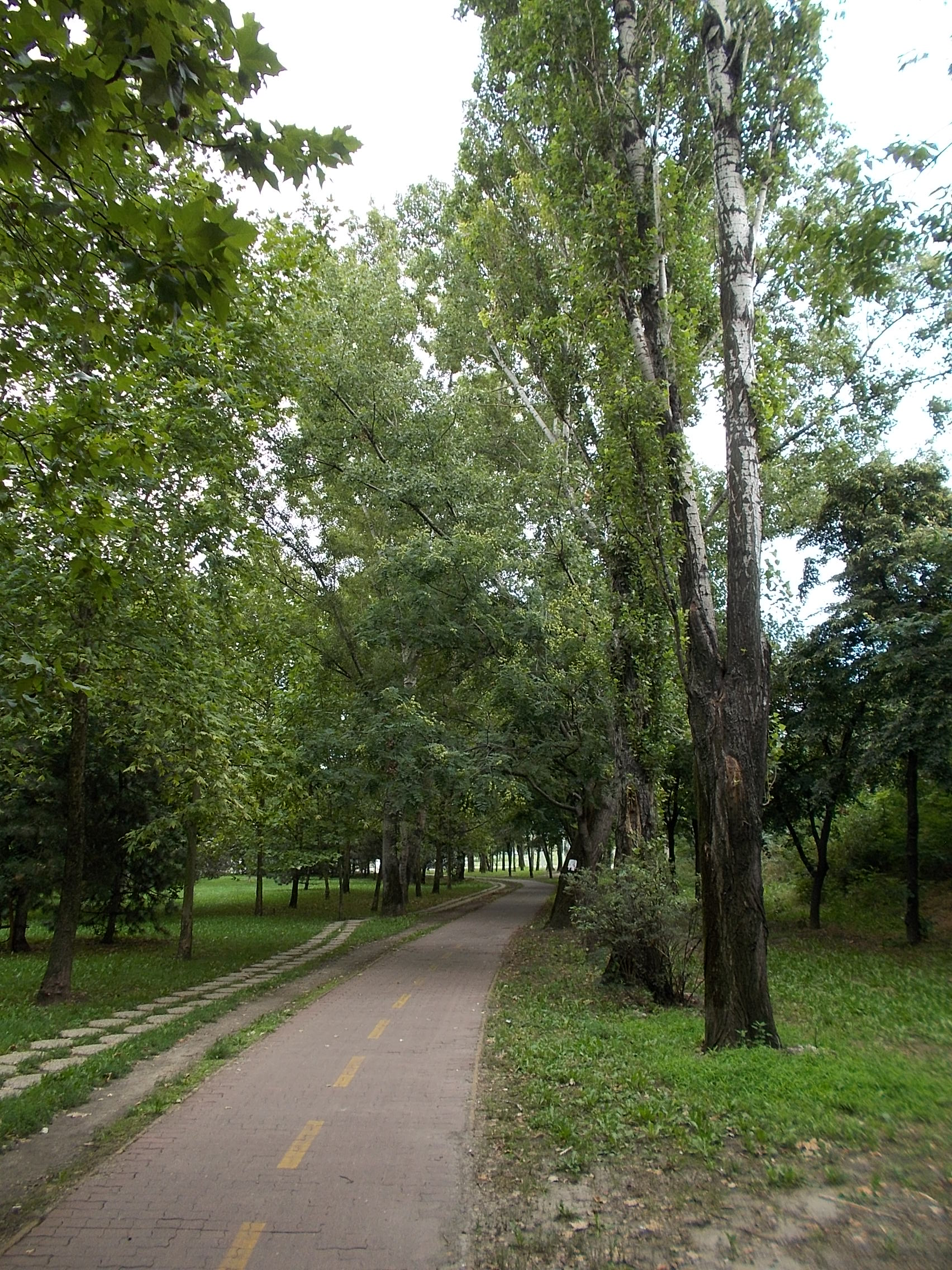
A sétány kezdete keleti irányból, a Körvasút Budafoki úti felüljárójának északi oldalánál, 2016-ban. (Eredetileg erre tervezték továbbvezetni a Rákóczi híd forgalmát.) A budai lehajtó az 1-es villamosjárattal együtt ezután kanyarodik el déli irányba, a Szerémi útra.
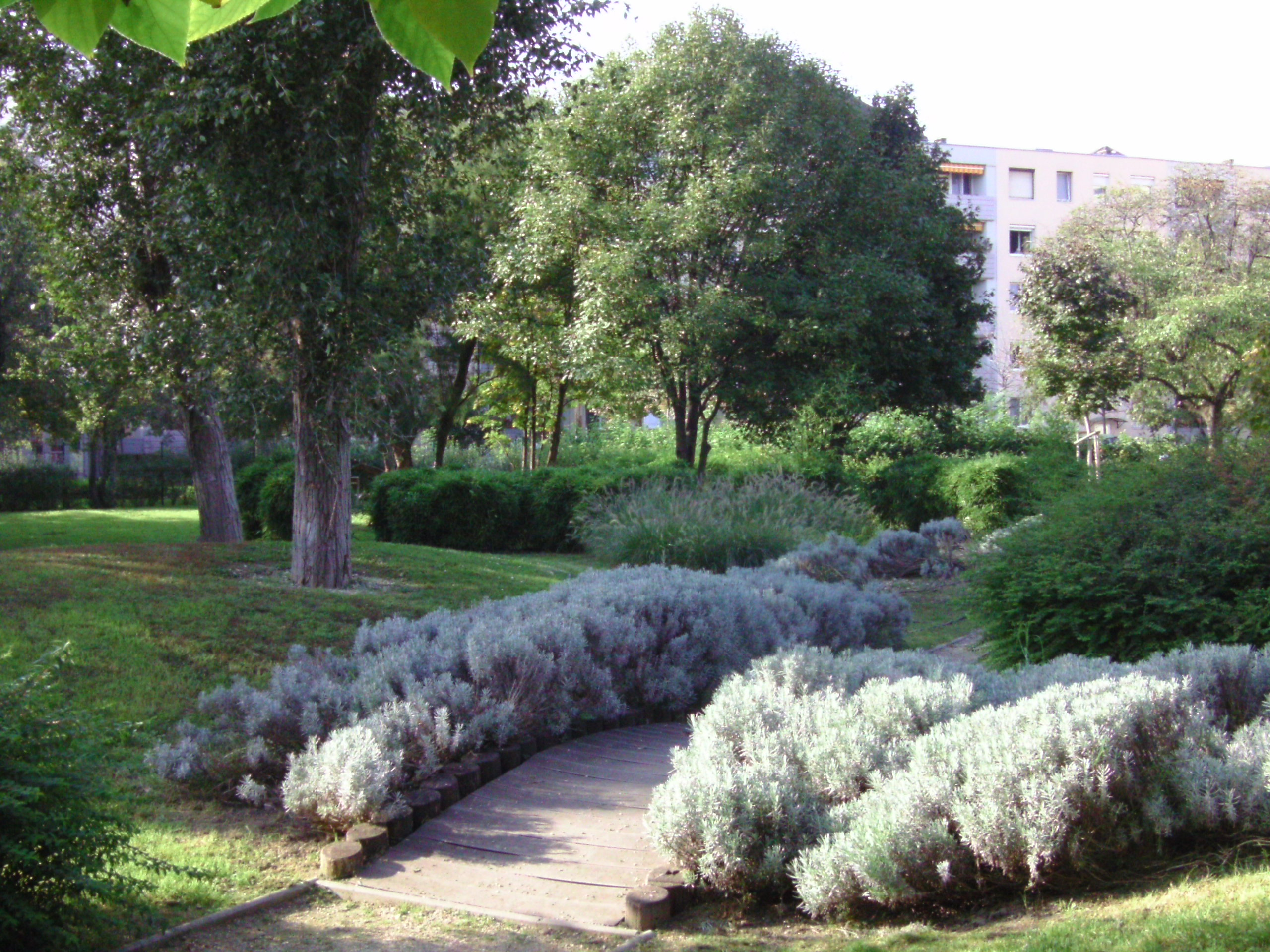
A Levendulás Park a Bukarest utca déli végénél
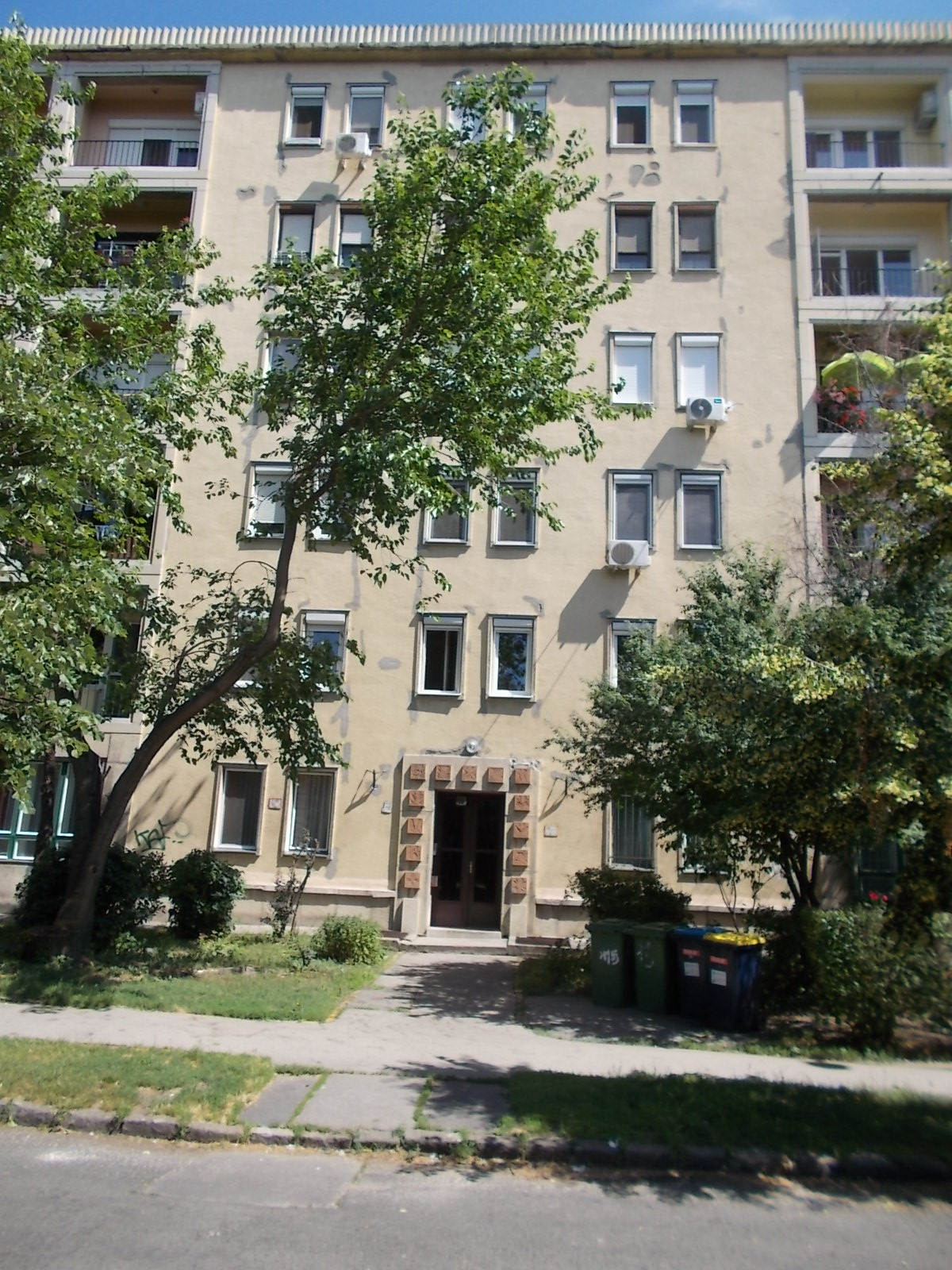
A Lágymányosi lakótelep házainak jellegzetes homlokzata
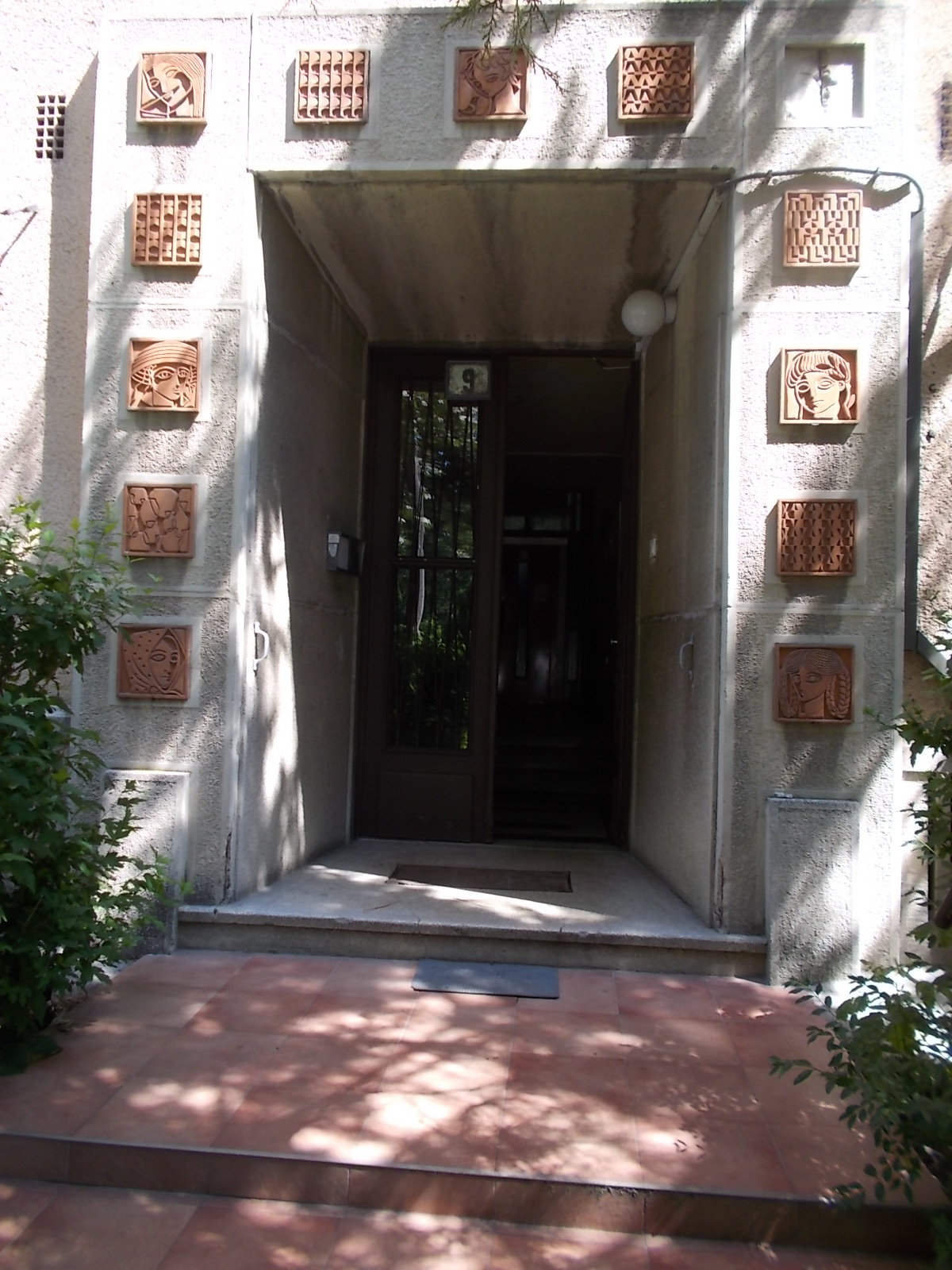
A kapukat díszítő kerámia domborművek (Boda Gábor és Kiss Sándor szobrászművészek munkái, amelyek 1956-1960 között készültek)
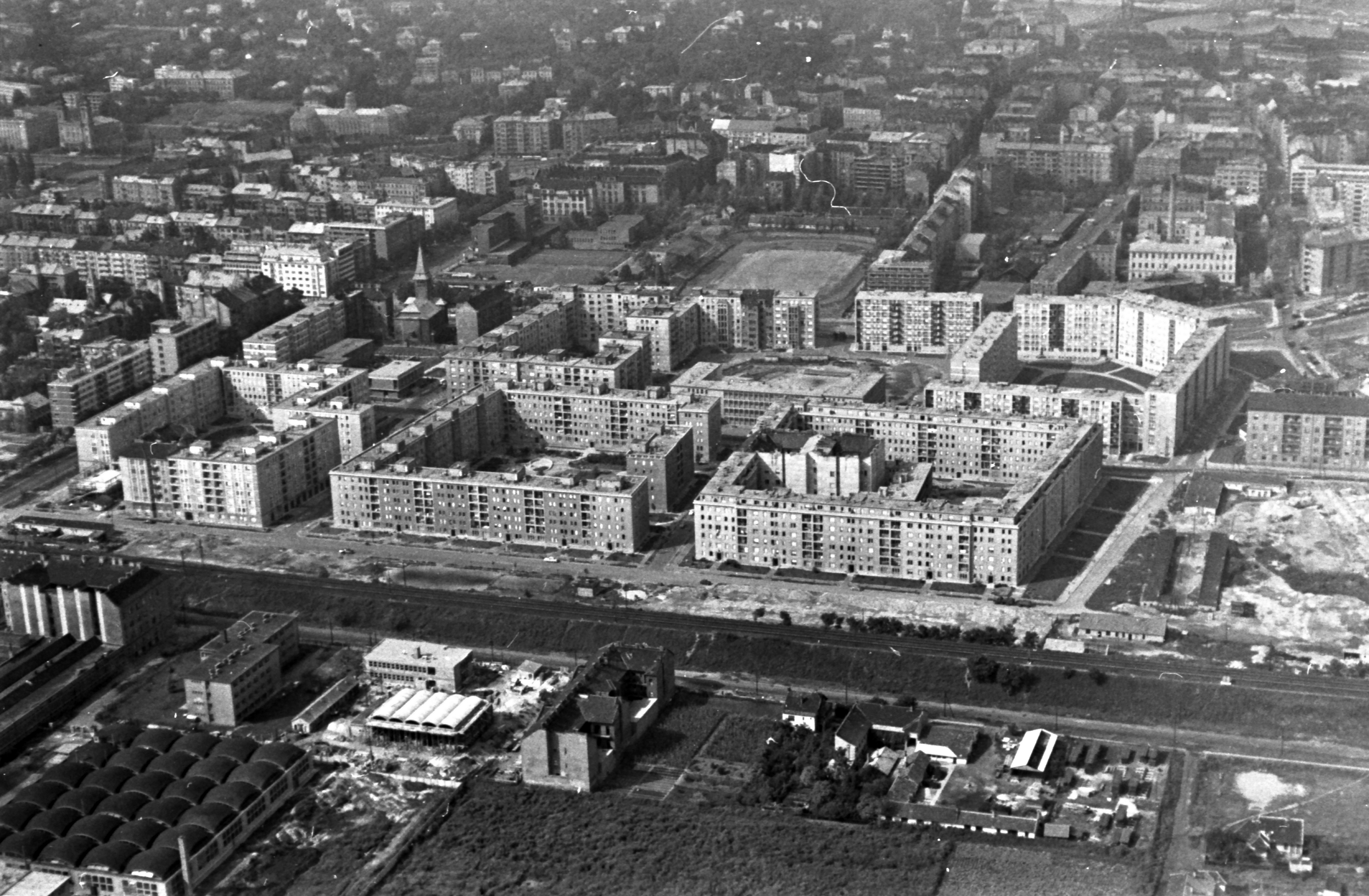
Légifotó 1963-ból, egy másik szögből
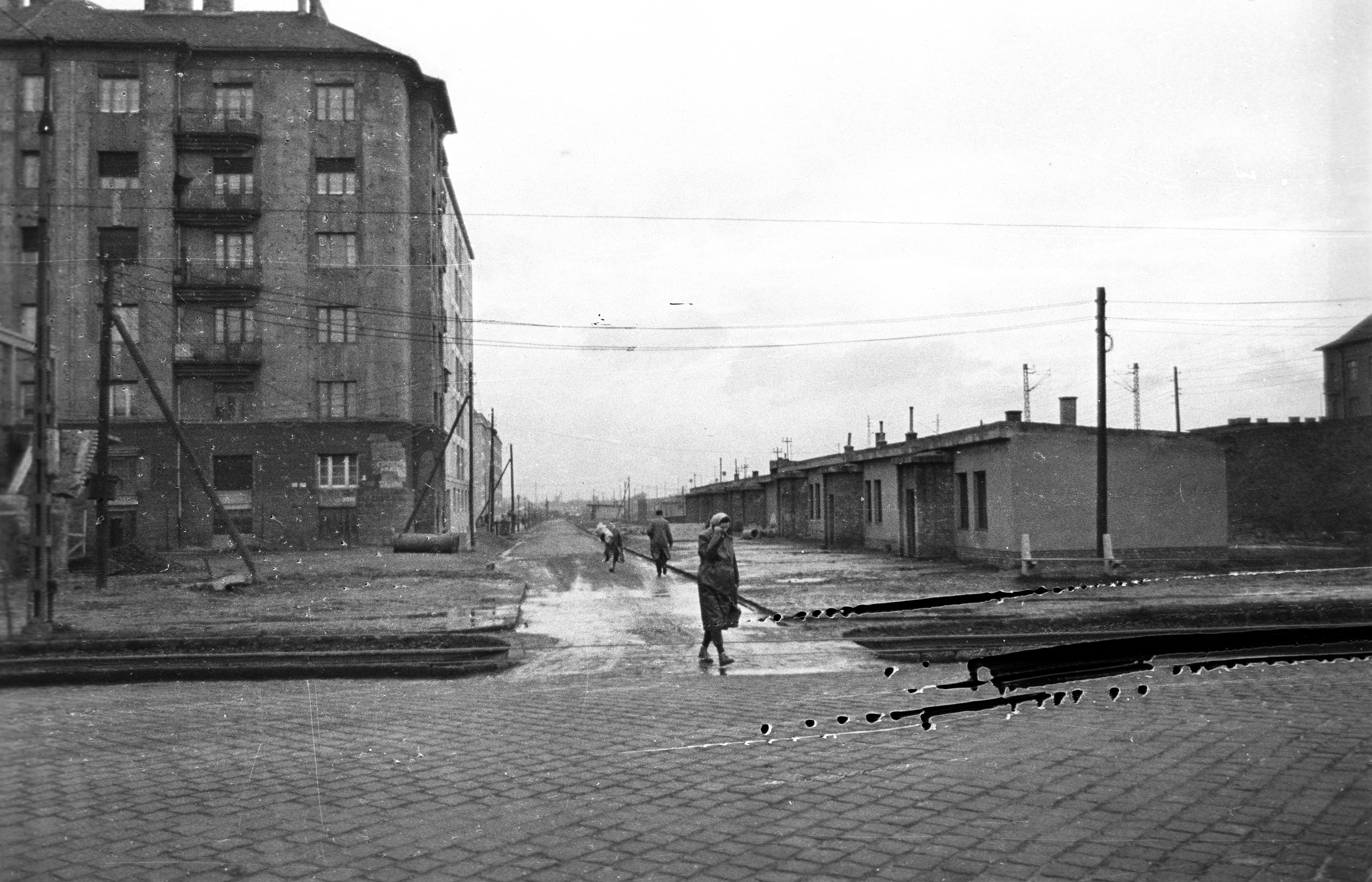
A Fehérvári út felől kelet felé tekintve egy 1960-as felvételen. A villamos helyett még HÉV jár a sugárút két szélén
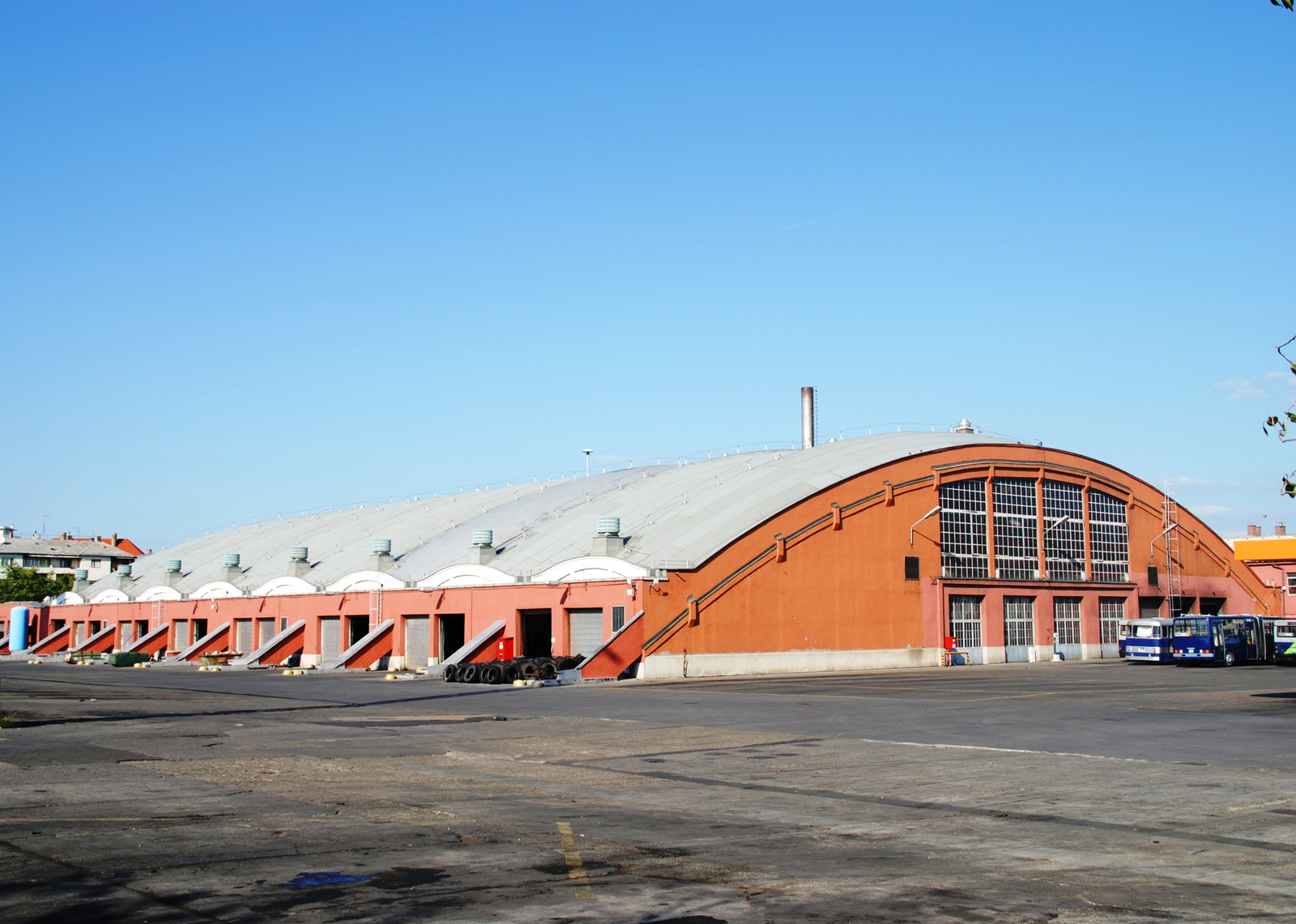
A Kelenföldi autóbuszgarázs